# 宫崎泽蟹
宫崎泽蟹（学名：Geothelphusa miyazakii）为十足目（Decapoda）溪蟹科（Potamidae）泽蟹属（Geothelphusa）的甲壳动物。该物种由三宅恒方与邱永彬于1965年首次描述。

## 形态特征
宫崎泽蟹中等体型，甲壳略呈方形，长约23毫米，宽约29毫米。甲壳表面光滑，前侧缘具颗粒状隆起，眼窝后棱微隆，额缘微凹。步足末节具有刚毛和小棘刺。螯足明显不等大，雄蟹螯足发达，内缘具钝齿，闭合时指部呈现缝隙。
体色以暗紫色为主，关节及指部呈橘红或橙色。雌蟹螯足对称且较小，腹部呈宽卵形。雄性第1交接器亚末节约为末节的7倍长，第2交接器具有末孔，抱器膜为长宽比3.8倍的细长结构。

## 分布与生境
主要分布于台湾南部与北部，包括新北市、台北市、基隆市、宜兰县等地；国外分布于日本。其栖息地主要为低海拔（50至200米）山溪两岸、稻田、水塘边缘的泥洞或石下等潮湿环境。 

## 生态习性
宫崎泽蟹为陆封性淡水蟹，昼伏夜出，夜间活动觅食。杂食性，主要以水生植物、藻类、小型昆虫等为食，食量较大，能每日摄食体重一半以上的食物。螯足强壮，除用于捕食与自卫外，也常用以挖掘洞穴。
繁殖方面，雌蟹抱卵期约20天，孵化后幼蟹需水域中生活一段时间，待鳃部发育完成后方能上陆。
该物种在台湾俗称“红脚仙”（紅腳仙），意指其螯足颜色鲜红，且行动敏捷、性格活泼。

## 保护现状
由于栖息地破坏、水体污染等因素影响，近年来宫崎泽蟹的野外数量有逐渐下降趋势。建议加强溪流生态保育、控制污染，并避免过度开发其栖息区域，以维持物种生存。